# Oysterband
Oysterband (även The Oyster Band, Oyster Ceilidh Band och Fiddler's Dram) är en brittisk musikgrupp som spelar folkrock. Gruppen bildades i Canterbury runt 1976. 
Första skivan, See the Play kom ut 1978. Singeln Day Trip to Bangor, som gavs ut när bandet hette Fiddlers's Dram, placerades som bäst på en tredjeplats på den brittiska singellistan, i januari 1980.
Gruppen upplevde flera medlems- och namnbyten under denna period. I början av 1990-talet fick bandet några smärre framgångar då folkrock-scenen framför allt med hjälp av Levellers. Oysterband har delat skivutrymme med gruppen Chumbawamba på dess populära Tubthumper-singel där de framför sången Farewell to Crown tillsammans med Chumbawamba.

## Medlemmar
Nuvarande medlemmar
- John Jones - harmonium, sång
- Lee Partis - trummor, sång
- Alan Prosser - gitarr, viola, sång
- Ian Telfer - fiol, concertina, saxofon, sång

Tidigare medlemmar
- Ray "Chopper" Cooper - bas, cello, sång
- Cathy Lesurf - sång
- Chris Taylor - gitarr, bouzouki, harmonium, munspel, mandola
- Chris Wood - basgitarr
- Will Ward - fagott, blockflöjt, krumhorn, keyboard

## Diskografi
Som Fiddlers Dram
- 1978 - See the Play
- 1980 - Fiddlers Dram

Som Oyster Ceilidh Band
- 1980 - Jack's Alive

Som The Oyster Band
- 1982 - English Rock 'n' Roll: The Early Years 1800-1850
- 1983 - Lie Back and Think of England
- 1984 - 20 Golden Tie-Slackeners
- 1985 - Liberty Hall
- 1986 - Step Outside
- 1987 - Wide Blue Yonder
- 1989 - Ride
- 1990 - Freedom and Rain

Som Oysterband
- 1992 - Deserters
- 1993 - Holy Bandits
- 1995 - The Shouting End of Life
- 1997 - Deep Dark Ocean
- 1999 - Here I Stand
- 2002 - Rise Above
- 2003 - 25
- 2007 - Meet You There
- 2008 - The Oxford Girl And Other Stories
- 2011 - Ragged Kingdom (June Tabor & Oysterband)
- 2014 - Diamonds On The Water